# 佐藤光夫 (運輸官僚)
佐藤 光夫（さとう みつお、1914年（大正3年）10月1日 - 1997年（平成9年）7月17日）は、日本の運輸官僚、海上保安官。海上保安庁長官や運輸事務次官等を務めた後に、京成電鉄第6代社長として京成グループを率い、経営危機に陥っていたグループの再建を成功させた。敬虔なクリスチャンとしても知られた。1987年勲二等旭日重光章受章。

## 人物
長野県諏訪郡上諏訪町（現：諏訪市）出身。旧制諏訪中学（長野県諏訪清陵高等学校）を経て旧制東京商科大学（一橋大学の前身）卒業後、実業に関係のありそうな省庁を希望し、鉄道省入省（大鉄局書記）。同期入省の木村睦男（元参議院議長）は、佐藤を「若いころからまじめを絵にかいたような男だった」と評する。
その後大阪陸運局長として、白タク禁止を、自宅前でデモが行われるなど猛烈な反発を受けるなか、粘り強い交渉を続けて、実現した。
1965年には運輸省航空局長に就任し、1965年の日米航空協定改定交渉や、1966年の日ソ航空協定で、日本側代表を務めた。また、全日空羽田沖墜落事故等、立て続けに起きた航空事故に対応し、フライトレコーダー設置義務化の検討も行った。
海上保安庁長官、運輸事務次官を経て運輸省退官後、日本民営鉄道協会理事長。1979年に、村田倉夫（のちに京成電鉄社長）に口説かれ、経営不振に陥り、労使対立も激化していた京成電鉄の社長に就任、以後京成グループ再建にあたることとなる。これまで叩き上げが原則であった京成の社長であったが、佐藤は京成で初めて外部から招聘された社長となった。
21年間社長を務めワンマン社長として有名だった川﨑千春前社長について、本業以外に手を出しすぎたと批判するわけではないとしながらも、村田らとともに不動産部門や流通部門の整理を進め、谷津遊園の閉園、大森や上野の京成百貨店の営業譲渡、自身が理事長を務めたこともある日本民営鉄道協会からの脱退による春闘での独自路線等、なり振り構わぬ徹底した再建策を推し進め、1984年には債務超過から脱却。鉄道、自動車の主力事業の黒字化も達成し、同社の経営再建を成功させた。1986年に松井和治運輸事務次官と相談の上、村田副社長を次期社長に指名し、自身は会長に退いた。
趣味は音楽と登山。1997年7月17日死去。享年82。

## 略歴
- 1939年旧制東京商科大学卒業、鉄道省入省。その後海上保安経理補給部長、大阪陸運局長、運輸省鉄道監督局民営鉄道部長、海上保安庁次長等を務めた。
- 1964年2月 運輸省大臣官房長。
- 1964年6月 運輸省鉄道監督局長。
- 1965年 運輸省航空局長。
- 1966年 海上保安庁長官。
- 1967年 運輸事務次官。その後、運輸経済研究センター理事長、日本民営鉄道協会理事長等を務めた。
- 1977年 国際観光振興会会長。
- 1979年6月 京成電鉄社長。京成百貨店社長、北総開発鉄道社長、オリエンタルランド取締役等も務めた。東京ディズニーリゾートの開業準備にも当たっていた。
- 1986年 京成電鉄会長。
- 1988年 財団法人交通遺児育成基金会長。
- 1990年 京成電鉄相談役。